# フットボール汗
フットボール汗（フットボールあせ）は、テレビ大阪で2004年4月から2005年3月まで、毎週水曜日の24:09 - 24:50に放送されていた深夜バラエティ番組。

## 概要
人気若手漫才コンビ・フットボールアワーの初の冠番組であった。『妖怪ブッサイくん』以来のスポバラ水曜枠差し替え番組のため、本来の番組である『やりにげコージー』は、テレビ大阪では土曜深夜に3日遅れでかつ35分バージョンで放送されていた。
また東海地方ではテレビ愛知が、島田紳助の暴行問題で「開運!なんでも鑑定団」の再放送を見送った際に代替番組として、レギュラーネットされていなかった本番組を放送した経緯がある。

## スタッフ
- 構成：長谷川朝二、野呂エイシロウ、柳しゅうへい、友光哲也
- TP：置塩勝也
- SW：佃義久
- VE：橋本渉
- CAM：森本俊博
- LD：朴昌規
- ENG：中西
- MIX：越中丈司
- CA：川西夏子
- EED：冨山政義
- MA・SE：黒澤秀一
- CG：松本卓也
- タイトル：西川育世
- 美術：川原義典、赤阪知律
- スタイリスト：
- メイク：武田明美、森本靖子
- 広報：内海あづさ（TVO）
- AD：石田耕平
- ディレクター：加藤啓介、安達澄子、笠原健広
- プロデューサー：北島直樹（吉本興業）
- プロデューサー・演出：庄田真人（TVO）
- 製作協力：テーク・ワン、アイ・ティ・エス、グリーン・アート、エル・アップ、アンカー、戯音工房、T601、マッセ
- 製作著作：テレビ大阪、吉本興業

| テレビ大阪 水曜24:09 - 24:50枠                   | テレビ大阪 水曜24:09 - 24:50枠    | テレビ大阪 水曜24:09 - 24:50枠                                    |
| 前番組                                           | 番組名                            | 次番組                                                            |
| ------------------------------------------------ | --------------------------------- | ----------------------------------------------------------------- |
| 大人のコンソメ ※ここまでスポパラ水曜枠同時ネット | フットボール汗 （2004.4- 2005.3） | 芸能人専用タクシー し〜たく ※ここから再度スポパラ水曜枠同時ネット |